# Quassiremus
Quassiremus is een geslacht van straalvinnige vissen uit de familie van slangalen (Ophichthidae).

## Soorten
- Quassiremus ascensionis Studer, 1889
- Quassiremus evionthas Jordan & Bollman, 1890
- Quassiremus nothochir Gilbert, 1890
- Quassiremus polyclitellum Castle, 1996